# Primer ministro de Corea del Sur
El primer ministro de la República de Corea (o Corea del Sur) es el vicepresidente del Gabinete de la nación. Es nombrado por el presidente, con la aprobación de la Asamblea Nacional. A diferencia de los primeros ministros en un sistema parlamentario, el primer ministro no requiere ser miembro del parlamento. Entre sus funciones asiste al presidente, supervisa los ministerios y recomienda a los ministros. 
Es el primero en el orden de sucesión en la suplencia de los deberes del presidente como presidente en funciones cuando este sea incapaz de ejercer el cargo ya sea por impedimento, renuncia o muerte. La última vez que ocurrió esta situación fue cuando Hwang Kyo-ahn actuó como presidente en funciones durante el juicio a la presidenta Park Geun-hye en 2017.
Fue creado en agosto de 1948, tras la fundación de la República de Corea, siendo Lee Beom-seok su primer primer ministro hasta 1950. El puesto está ocupado por el liberal Kim Min-seok.
Hasta la fecha ha habido 65 primeros ministros de la República de Corea, 34 de los cuales han sido elegidos en lo que se considera plena democracia, correspondiente a la sexta república.

## Lista de primeros ministros de la República de Corea

### Primera República(1948-1960)
| Espectro político             |
| ----------------------------- |
| Independiente Partido Liberal |

| Primer ministro                           | Primer ministro | Primer ministro                                   | Inicio                                  | Fin                                    | Partido         | Asamblea Nacional Elecciones | Presidente (periodo) | Presidente (periodo)     |
| ----------------------------------------- | --------------- | ------------------------------------------------- | --------------------------------------- | -------------------------------------- | --------------- | ---------------------------- | -------------------- | ------------------------ |
|                                           |                 | Lee Beom-seok (1900-1972)                         | 1 de agosto de 1948                     | 21 de abril de 1950                    | sin filiación   | 1º 1948                      |                      | Syngman Rhee (1948-1960) |
|                                           |                 | Shin Sung-mo (1891-1960) primer ministro interino | 21 de abril de 1950                     | 23 de noviembre de 1950                | sin filiación   | 1º 1948                      |                      | Syngman Rhee (1948-1960) |
|                                           |                 | Chang Myon (1899-1966)                            | 23 de noviembre de 1950                 | 6 de noviembre de 1951                 | Partido Liberal | 2º 1950                      |                      | Syngman Rhee (1948-1960) |
|                                           |                 | Heo Jeong (1896-1988) primer ministro interino    | 9 de noviembre de 1951                  | 9 de abril de 1952                     | Partido Liberal | 2º 1950                      |                      | Syngman Rhee (1948-1960) |
|                                           |                 | Chang Myon (1899-1966)                            | 9 de noviembre de 1951                  | 24 de abril de 1952                    | Partido Liberal | 2º 1950                      |                      | Syngman Rhee (1948-1960) |
|                                           |                 | Yi Yun-yong (1891-1960) primer ministro interino  | 24 de abril de 1952                     | 6 de mayo de 1952                      | Partido Liberal | 2º 1950                      |                      | Syngman Rhee (1948-1960) |
|                                           |                 | Chang Taek-sang (1893-1969)                       | 6 de mayo de 1952                       | 6 de octubre de 1952                   | Partido Liberal | 2º 1950                      |                      | Syngman Rhee (1948-1960) |
|                                           |                 | Baek Du-jin (1908-1993)                           | 6 de octubre de 195224 de abril de 1953 | 24 de abril de 195317 de junio de 1954 | Partido Liberal | 2º 1950                      |                      | Syngman Rhee (1948-1960) |
| Sin nombramiento (17-28 de junio de 1954) |                 |                                                   |                                         |                                        |                 |                              |                      | Syngman Rhee (1948-1960) |
|                                           |                 | Pyon Yong-tae (1892-1969)                         | 28 de junio de 1954                     | 28 de noviembre de 1954                | Partido Liberal | 3º 1954                      |                      | Syngman Rhee (1948-1960) |
|                                           |                 | Paek Han-song (¿-?) primer ministro interino      | 28 de noviembre de 1954                 | 28 de noviembre de 1954                | Partido Liberal | 3º 1954                      |                      | Syngman Rhee (1948-1960) |
| Puesto abolido (1954-1960)                |                 |                                                   |                                         |                                        |                 |                              |                      |                          |

### Segunda República(1960-1961)
| Espectro político                         |
| ----------------------------------------- |
| Independiente Partido Democrático militar |

| Primer ministro            | Primer ministro | Primer ministro        | Inicio               | Fin                  | Partido             | Asamblea Nacional Elecciones | Presidente (periodo) | Presidente (periodo)    |
| -------------------------- | --------------- | ---------------------- | -------------------- | -------------------- | ------------------- | ---------------------------- | -------------------- | ----------------------- |
|                            |                 | Heo Jeong (1896-1988)  | 15 de junio de 1960  | 18 de agosto de 1960 | Partido Democrático | 5º 1960                      |                      | Yun Bo-seon (1960-1962) |
|                            |                 | Chang Myon (1899-1966) | 18 de agosto de 1960 | 18 de mayo de 1961   | Partido Democrático | 5º 1960                      |                      | Yun Bo-seon (1960-1962) |
| Puesto abolido (1961-1963) |                 |                        |                      |                      |                     |                              |                      |                         |

### Consejo Supremo para la Reconstrucción Nacional(1961-1963)
| Primer ministro | Primer ministro | Primer ministro                                           | Inicio              | Fin                     | Partido       | Asamblea Nacional Elecciones | Presidente (periodo) | Presidente (periodo)       |
| --------------- | --------------- | --------------------------------------------------------- | ------------------- | ----------------------- | ------------- | ---------------------------- | -------------------- | -------------------------- |
|                 |                 | Chang Do-yong (1923-2012) Jefe del Gabinete de ministros  | 21 de mayo de 1961  | 3 de julio de 1961      | militar       | -                            |                      | Yun Bo-seon (1960-1962)    |
|                 |                 | Song Yo-chan (1918-1980) Jefe del Gabinete de ministros   | 3 de julio de 1961  | 16 de junio de 1962     | militar       | -                            |                      | Yun Bo-seon (1960-1962)    |
|                 |                 | Park Chung-hee (1917-1979) Jefe del Gabinete de ministros | 16 de junio de 1962 | 10 de julio de 1962     | militar       | -                            |                      | Park Chung-hee (1962-1963) |
|                 |                 | Kim Hyun-chul (1901-1989) Jefe del Gabinete de ministros  | 10 de julio de 1962 | 17 de diciembre de 1963 | independiente | -                            |                      | Park Chung-hee (1962-1963) |

### Tercera República(1963-1975)
| Espectro político                             |
| --------------------------------------------- |
| Independiente Partido Democrático Republicano |

| Primer ministro | Primer ministro | Primer ministro           | Inicio                  | Fin                     | Partido                         | Asamblea Nacional Elecciones | Presidente (periodo) | Presidente (periodo)       |
| --------------- | --------------- | ------------------------- | ----------------------- | ----------------------- | ------------------------------- | ---------------------------- | -------------------- | -------------------------- |
|                 |                 | Choi Tu-son (¿-?)         | 17 de diciembre de 1963 | 10 de mayo de 1964      | independiente                   | 6º 1963                      |                      | Park Chung-hee (1963-1975) |
|                 |                 | Chung Il-kwon (1917-1994) | 10 de mayo de 1964      | 20 de diciembre de 1970 | independiente                   | 7º 1967                      |                      | Park Chung-hee (1963-1975) |
|                 |                 | Baek Du-jin (1908-1993)   | 20 de diciembre de 1970 | 4 de junio de 1971      | Partido Democrático Republicano | 7º 1967                      |                      | Park Chung-hee (1963-1975) |
|                 |                 | Kim Jong-pil (1926-2018)  | 4 de junio de 1971      | 19 de diciembre de 1975 | Partido Democrático Republicano | 8º 1971                      |                      | Park Chung-hee (1963-1975) |

### Cuarta República(1975-1982)
| Espectro político                                                                        |
| ---------------------------------------------------------------------------------------- |
| Independiente Partido Democrático Republicano militar Partido de la Justicia Democrática |

| Primer ministro | Primer ministro | Primer ministro                                | Inicio                                          | Fin                                        | Partido                            | Asamblea Nacional Elecciones | Presidente (periodo) | Presidente (periodo)       |
| --------------- | --------------- | ---------------------------------------------- | ----------------------------------------------- | ------------------------------------------ | ---------------------------------- | ---------------------------- | -------------------- | -------------------------- |
|                 |                 | Choi Kyu-hah (1919-2006)                       | 19 de diciembre de 197513 de marzo de 1976      | 13 de marzo de 19766 de diciembre de 1979  | Partido Democrático Republicano    | 10º 1978                     |                      | Park Chung-hee (1975-1979) |
|                 |                 | Shin Hyun-hwak (¿-?)                           | 6 de diciembre de 1979                          | 22 de mayo de 1980                         | Partido Democrático Republicano    | 10º 1978                     |                      | Choi Kyu-hah (1979-1980)   |
|                 |                 | Pak Choong-hoon (¿-?) Primer ministro interino | 22 de mayo de 1980                              | 2 de septiembre de 1980                    | militar                            | 10º 1978                     |                      | Chun Doo-hwan (1980-1988)  |
|                 |                 | Nam Duck-woo (1924-2013)                       | 2 de septiembre de 198022 de septiembre de 1980 | 22 de septiembre de 19804 de enero de 1982 | Partido de la Justicia Democrática | 11º 1981                     |                      | Chun Doo-hwan (1980-1988)  |

### Quinta República(1982-1988)
| Espectro político                                |
| ------------------------------------------------ |
| Independiente Partido de la Justicia Democrática |

| Primer ministro | Primer ministro | Primer ministro                                | Inicio                                      | Fin                                           | Partido                            | Asamblea Nacional Elecciones | Presidente (periodo) | Presidente (periodo)      |
| --------------- | --------------- | ---------------------------------------------- | ------------------------------------------- | --------------------------------------------- | ---------------------------------- | ---------------------------- | -------------------- | ------------------------- |
|                 |                 | Yoo Chang-soon (¿-?)                           | 4 de enero de 198223 de enero de 1982       | 23 de enero de 198224 de junio de 1982        | Partido de la Justicia Democrática | -                            |                      | Chun Doo-hwan (1980-1988) |
|                 |                 | Kim Sang-hyup (¿-?)                            | 24 de junio de 198221 de septiembre de 1982 | 21 de septiembre de 198214 de octubre de 1983 | Partido de la Justicia Democrática | -                            |                      | Chun Doo-hwan (1980-1988) |
|                 |                 | Chin Iee-chong (¿-?)                           | 15 de octubre de 198317 de octubre de 1983  | 17 de octubre de 198311 de noviembre de 1984  | Partido de la Justicia Democrática | -                            |                      | Chun Doo-hwan (1980-1988) |
|                 |                 | Shin Byung-hyun (¿-?) Primer ministro interino | 11 de noviembre de 1984                     | 18 de febrero de 1985                         | Partido de la Justicia Democrática | -                            |                      | Chun Doo-hwan (1980-1988) |
|                 |                 | Lho Shin-yong (1929-2019)                      | 18 de febrero de 198516 de mayo de 1985     | 16 de mayo de 198526 de mayo de 1987          | Partido de la Justicia Democrática | 12º 1985                     |                      | Chun Doo-hwan (1980-1988) |
|                 |                 | Lee Han-key (¿-?) Primer ministro interino     | 26 de mayo de 1987                          | 14 de julio de 1987                           | Partido de la Justicia Democrática | 12º 1985                     |                      | Chun Doo-hwan (1980-1988) |
|                 |                 | Kim Chung-yul (¿-?)                            | 14 de julio de 19877 de agosto de 1987      | 7 de agosto de 198725 de febrero de 1988      | independiente                      | 12º 1985                     |                      | Chun Doo-hwan (1980-1988) |

### Sexta República(desde 1988)
| Espectro político |
| --- |
| Independiente Partido de la Justicia Democrática Partido Libertad de Corea Partido Saenuri Gran Partido Nacional Partido de la Nueva Corea Partido Democrático Liberal Partido Democrático Partido Uri Partido Democrático de Corea Partido del Poder Popular Congreso Nacional para Nuevos Políticos |

| Primer ministro | Primer ministro | Primer ministro                                   | Inicio                                        | Fin                                            | Partido                                                                   | Asamblea Nacional Elecciones | Presidente (periodo) | Presidente (periodo)      |
| --------------- | --------------- | ------------------------------------------------- | --------------------------------------------- | ---------------------------------------------- | ------------------------------------------------------------------------- | ---------------------------- | -------------------- | ------------------------- |
|                 |                 | Lee Hyun-jae (1929-)                              | 25 de febrero de 19882 de marzo de 1988       | 2 de marzo de 19885 de diciembre de 1988       | Independiente                                                             | 13º 1988                     |                      | Roh Tae-woo (1988-1993)   |
|                 |                 | Kang Young-hoon (1922-2016)                       | 5 de diciembre de 198816 de diciembre de 1988 | 16 de diciembre de 198827 de diciembre de 1990 | Partido de la Justicia Democrática (hasta 1990) Partido Libertad de Corea | 13º 1988                     |                      | Roh Tae-woo (1988-1993)   |
|                 |                 | Ro Jai-bong (¿-?)                                 | 27 de diciembre de 199022 de enero de 1991    | 22 de enero de 199124 de mayo de 1991          | Partido Libertad de Corea                                                 | 13º 1988                     |                      | Roh Tae-woo (1988-1993)   |
|                 |                 | Chung Won-shik (1928-)                            | 24 de mayo de 19918 de julio de 1991          | 8 de julio de 19918 de octubre de 1992         | Independiente                                                             | 13º 1988                     |                      | Roh Tae-woo (1988-1993)   |
|                 |                 | Hyun Soong-jong (1919-)                           | 8 de octubre de 1992                          | 25 de febrero de 1993                          | Independiente                                                             | 14º 1992                     |                      | Roh Tae-woo (1988-1993)   |
|                 |                 | Hwang In-sung (¿-?)                               | 25 de febrero de 1993                         | 17 de diciembre de 1993                        | Partido Libertad de Corea                                                 | 14º 1992                     |                      | Kim Young-sam (1993-1998) |
|                 |                 | Lee Hoi-chang (1935-)                             | 17 de diciembre de 1993                       | 22 de abril de 1994                            | Partido Libertad de Corea                                                 | 14º 1992                     |                      | Kim Young-sam (1993-1998) |
|                 |                 | Lee Yung-dug (1926-2010)                          | 29 de abril de 1994                           | 17 de diciembre de 1994                        | Partido Libertad de Corea                                                 | 14º 1992                     |                      | Kim Young-sam (1993-1998) |
|                 |                 | Lee Hong-koo (1934-)                              | 17 de diciembre de 1994                       | 18 de diciembre de 1995                        | Partido Libertad de Corea                                                 | 14º 1992                     |                      | Kim Young-sam (1993-1998) |
|                 |                 | Lee Soo-sung (1939-)                              | 17 de diciembre de 1994                       | 18 de diciembre de 1995                        | Partido de la Nueva Corea                                                 | 15º 1996                     |                      | Kim Young-sam (1993-1998) |
|                 |                 | Goh Kun (1938-)                                   | 18 de diciembre de 1995                       | 3 de marzo de 1998                             | Independiente                                                             | 15º 1996                     |                      | Kim Young-sam (1993-1998) |
|                 |                 | Kim Jong-pil (1926-2018)                          | 3 de marzo de 199817 de agosto de 1998        | 17 de agosto de 199813 de enero de 2000        | Unión Demócrata Liberal                                                   | 15º 1996                     |                      | Kim Dae-jung (1998-2003)  |
|                 |                 | Park Tae-joon (1927-2011)                         | 13 de enero de 2000                           | 19 de mayo de 2000                             | Unión Demócrata Liberal                                                   | 15º 1996                     |                      | Kim Dae-jung (1998-2003)  |
|                 |                 | Lee Hun-jai (1944-) Primer ministro interino      | 19 de mayo de 2000                            | 22 de mayo de 2000                             | Independiente                                                             | 15º 1996                     |                      | Kim Dae-jung (1998-2003)  |
|                 |                 | Lee Han-dong (1927-2011)                          | 22 de mayo de 200029 de junio de 2000         | 29 de junio de 200011 de julio de 2002         | Unión Demócrata Liberal                                                   | 16º 2000                     |                      | Kim Dae-jung (1998-2003)  |
|                 |                 | Chang Sang (1939-) Primer ministro interino       | 11 de julio de 2002                           | 31 de julio de 2002                            | Independiente                                                             | 16º 2000                     |                      | Kim Dae-jung (1998-2003)  |
|                 |                 | Chang Dae-hwan (1952-) Primer ministro interino   | 9 de agosto de 2002                           | 10 de septiembre de 2002                       | Independiente                                                             | 16º 2000                     |                      | Kim Dae-jung (1998-2003)  |
|                 |                 | Kim Suk-soo (1932-)                               | 10 de septiembre de 20025 de octubre de 2002  | 5 de octubre de 200226 de febrero de 2003      | Independiente                                                             | 16º 2000                     |                      | Kim Dae-jung (1998-2003)  |
|                 |                 | Goh Kun (1938-)                                   | 26 de febrero de 2003                         | 25 de mayo de 2004                             | Partido Democrático                                                       | 16º 2000                     |                      | Roh Moo-hyun (2003-2008)  |
|                 |                 | Lee Hun-jai (1944-) Primer ministro interino      | 25 de mayo de 2004                            | 30 de junio de 2004                            | Independiente                                                             | 16º 2000                     |                      | Roh Moo-hyun (2003-2008)  |
|                 |                 | Lee Hae-chan (1952-)                              | 30 de junio de 2004                           | 15 de marzo de 2006                            | Partido Uri                                                               | 17º 2004                     |                      | Roh Moo-hyun (2003-2008)  |
|                 |                 | Han Duck-soo (1949-) Primer ministro interino     | 15 de marzo de 2006                           | 19 de abril de 2006                            | Independiente                                                             | 17º 2004                     |                      | Roh Moo-hyun (2003-2008)  |
|                 |                 | Han Myeong-sook (1944-)                           | 20 de abril de 2006                           | 7 de marzo de 2007                             | Partido Uri                                                               | 17º 2004                     |                      | Roh Moo-hyun (2003-2008)  |
|                 |                 | Kwon O-kyu (1952-) Primer ministro interino       | 7 de marzo de 2007                            | 2 de abril de 2007                             | Independiente                                                             | 17º 2004                     |                      | Roh Moo-hyun (2003-2008)  |
|                 |                 | Han Duck-soo (1949-)                              | 2 de abril de 2007                            | 29 de febrero de 2008                          | Independiente                                                             | 17º 2004                     |                      | Roh Moo-hyun (2003-2008)  |
|                 |                 | Han Seung-soo (1936-)                             | 29 de febrero de 2008                         | 28 de septiembre de 2009                       | Gran Partido Nacional                                                     | 18º 2008                     |                      | Lee Myung-bak (2008-2013) |
|                 |                 | Chung Un-Chan (1947-)                             | 28 de septiembre de 2009                      | 11 de agosto de 2010                           | Gran Partido Nacional                                                     | 18º 2008                     |                      | Lee Myung-bak (2008-2013) |
|                 |                 | Yoon Jeung-hyun (1946-) Primer ministro interino  | 11 de agosto de 2010                          | 1 de octubre de 2010                           | Gran Partido Nacional                                                     | 18º 2008                     |                      | Lee Myung-bak (2008-2013) |
|                 |                 | Kim Hwang-sik (1948-)                             | 1 de octubre de 2010                          | 26 de febrero de 2013                          | Independiente                                                             | 19º 2012                     |                      | Lee Myung-bak (2008-2013) |
|                 |                 | Chung Hong-won (1944-)                            | 26 de febrero de 2013                         | 16 de febrero de 2015                          | Partido Saenuri                                                           | 19º 2012                     |                      | Park Geun-hye (2013-2017) |
|                 |                 | Lee Wan-koo (1950-2021)                           | 16 de febrero de 2015                         | 27 de abril de 2015                            | Partido Saenuri                                                           | 19º 2012                     |                      | Park Geun-hye (2013-2017) |
|                 |                 | Choi Kyoung-hwan (1955-) Primer ministro interino | 27 de abril de 2015                           | 18 de junio de 2015                            | Partido Saenuri                                                           | 19º 2012                     |                      | Park Geun-hye (2013-2017) |
|                 |                 | Hwang Kyo-ahn (1957-)                             | 18 de junio de 201510 de marzo de 2017        | 10 de marzo de 201711 de mayo de 2017          | Independiente                                                             | 20º 2016                     |                      | Park Geun-hye (2013-2017) |
|                 |                 | Hwang Kyo-ahn (1957-)                             | 18 de junio de 201510 de marzo de 2017        | 10 de marzo de 201711 de mayo de 2017          | Independiente                                                             | 20º 2016                     | Hwang Kyo-ahn (2017) |                           |
|                 |                 | Yoo Il-ho (1955-) Primer ministro interino        | 11 de mayo de 2017                            | 31 de mayo de 2017                             | Partido Libertad de Corea                                                 | 20º 2016                     |                      | Moon Jae-in (2017-2022)   |
|                 |                 | Lee Nak-yeon (1951-)                              | 31 de mayo de 2017                            | 14 de enero de 2020                            | Partido Demócrata de Corea                                                | 20º 2016                     |                      | Moon Jae-in (2017-2022)   |
|                 |                 | Chung Sye-kyun (1950-)                            | 14 de enero de 2020                           | 16 de abril de 2021                            | Partido Demócrata de Corea                                                | 20º 2016                     |                      | Moon Jae-in (2017-2022)   |
|                 |                 | Kim Boo-kyum (1958-)                              | 14 de mayo de 2021                            | 11 de mayo de 2022                             | Partido Demócrata de Corea                                                | 21º 2020                     |                      | Moon Jae-in (2017-2022)   |
|                 |                 | Choo Kyung-ho (1960-) Primer ministro interino    | 11 de mayo de 2022                            | 20 de mayo de 2022                             | Partido del Poder Popular                                                 | 21º 2020                     |                      | Yoon Suk-yeol (2022-2025) |
|                 |                 | Han Duck-soo (1949-)                              | 20 de mayo de 2022                            | 27 de diciembre de 2024                        | Independiente                                                             | 21º 2020                     |                      | Yoon Suk-yeol (2022-2025) |
|                 |                 | Choi Sang-mok (1963-) Primer ministro interino    | 27 de diciembre de 2024                       | 24 de marzo de 2025                            | Independiente                                                             | 22º 2024                     |                      | Yoon Suk-yeol (2022-2025) |
|                 |                 | Han Duck-soo (1949-)                              | 24 de marzo de 2025                           | 1 de mayo de 2025                              | Independiente                                                             | 22º 2024                     |                      | Han Duck-soo (2025)       |
|                 |                 | Lee Ju-ho (1961-) Primer ministro interino        | 2 de mayo de 2025                             | 3 de julio de 2025                             | Independiente                                                             | 22º 2024                     |                      | Lee Ju-ho (2025)          |
|                 |                 | Kim Min-seok (1964-)                              | 7 de julio de 2025                            | Presente                                       | Partido Demócrata de Corea                                                | 22º 2024                     |                      | Lee Jae-myung (2025-)     |